# Capital (departement van Mendoza)
Capital (Mendoza) is een departement in de Argentijnse provincie Mendoza. Het departement (Spaans:  departamento) heeft een oppervlakte van 54 km² en telt 110.993 inwoners.